# ドリュー・スマイリー
トッド・アンドリュー・スマイリー（Todd Andrew Smyly, 1989年6月13日 - ）は、アメリカ合衆国アーカンソー州プラスキ郡モーメル出身のプロ野球選手（投手）。左投左打。MLBのシカゴ・カブスなどに所属していたフリーエージェントの野球選手。

## 経歴

### プロ入りとタイガース時代

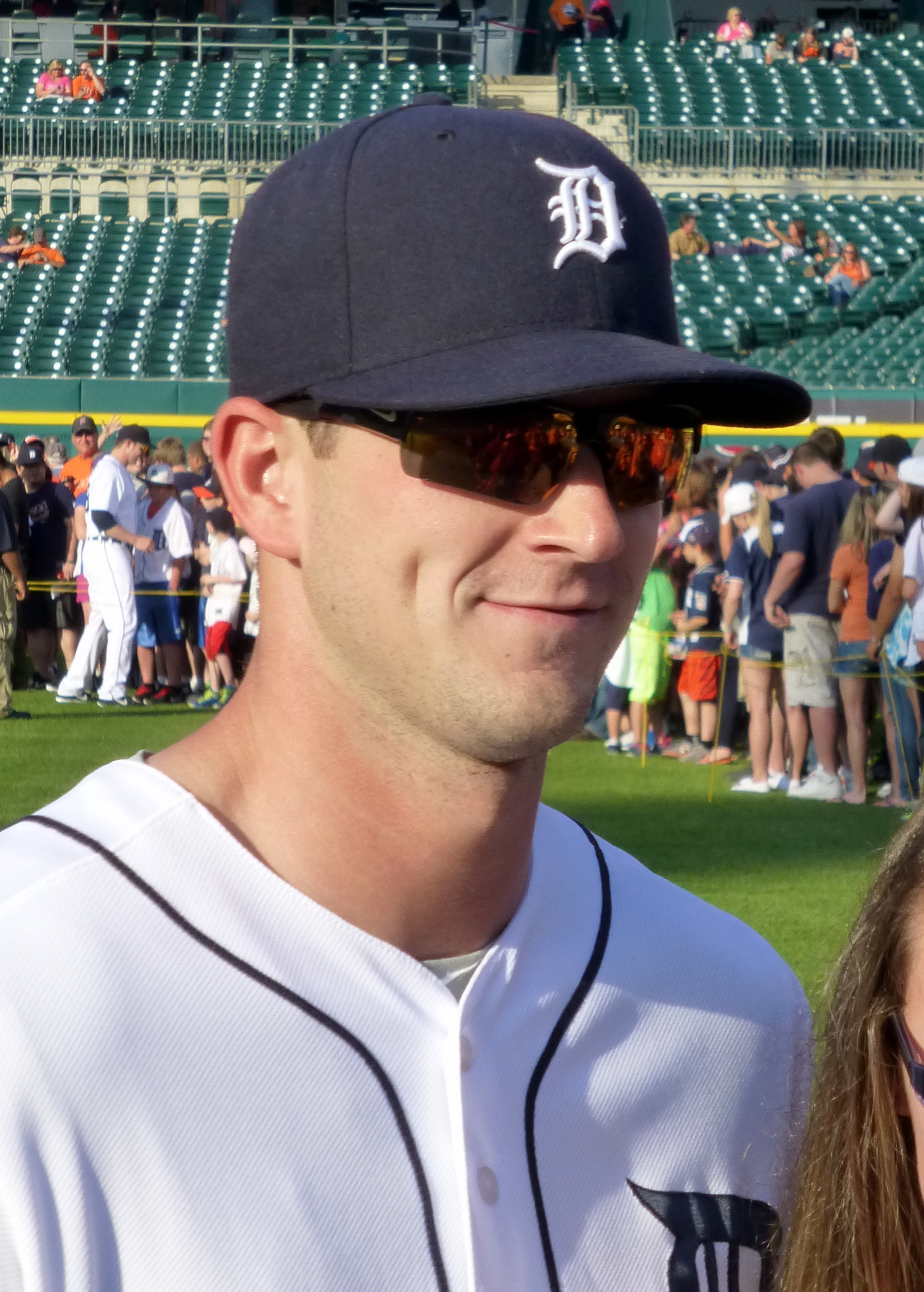
デトロイト・タイガース時代
（2014年6月8日）

2010年のMLBドラフト2巡目（全体68位）でデトロイト・タイガースから指名され、8月16日に契約した。
2011年、傘下のA+級レイクランド・フライングタイガースでプロデビュー。14試合に先発登板して7勝3敗、防御率2.58、53奪三を記録した。7月にAA級エリー・シーウルブズへ昇格。8試合（先発7試合）に登板して4勝3敗、防御率1.18、77奪三振を記録した。オフの10月に開催されたグアダラハラパンアメリカン競技大会の野球アメリカ合衆国代表に選出された。
2012年はAAA級トレド・マッドヘンズで開幕を迎え、4月11日にタイガースとメジャー契約を結んでアクティブ・ロースター入りした。翌12日のタンパベイ・レイズ戦で先発起用されメジャーデビュー。4回を投げ、4安打、1失点、3四球、4奪三振だった。7月7日に肋間筋を痛め、14日に15日間の故障者リスト入りした。7月29日に復帰してからはリリーフとしても起用された。ニューヨーク・ヤンキースとのアメリカンリーグチャンピオンシップシリーズ（ALCS）第1戦では延長11回からリリーフ登板して2イニングを投げ、勝利投手になった。この年は23試合（先発18試合）に登板して4勝3敗、防御率3.99、94奪三振を記録した。
2013年にはリリーフに転向。63試合に登板して6勝0敗2セーブ、防御率2.37、81奪三振を記録した。
2014年2月24日にタイガースと単年契約に合意した。先発に再転向し、開幕後は21試合に登板。6勝9敗、防御率3.93、89奪三振を記録した。

### レイズ時代
2014年7月31日にタイガース、レイズ、シアトル・マリナーズ間の三角トレードで、レイズへ移籍した。レイズ移籍後は7試合の先発登板で、防御率1.70、3勝1敗というハイレベルなパフォーマンスを披露。シーズントータルでは、タイガースでの負け越しが影響して二桁勝利にはギリギリ届かなかった。

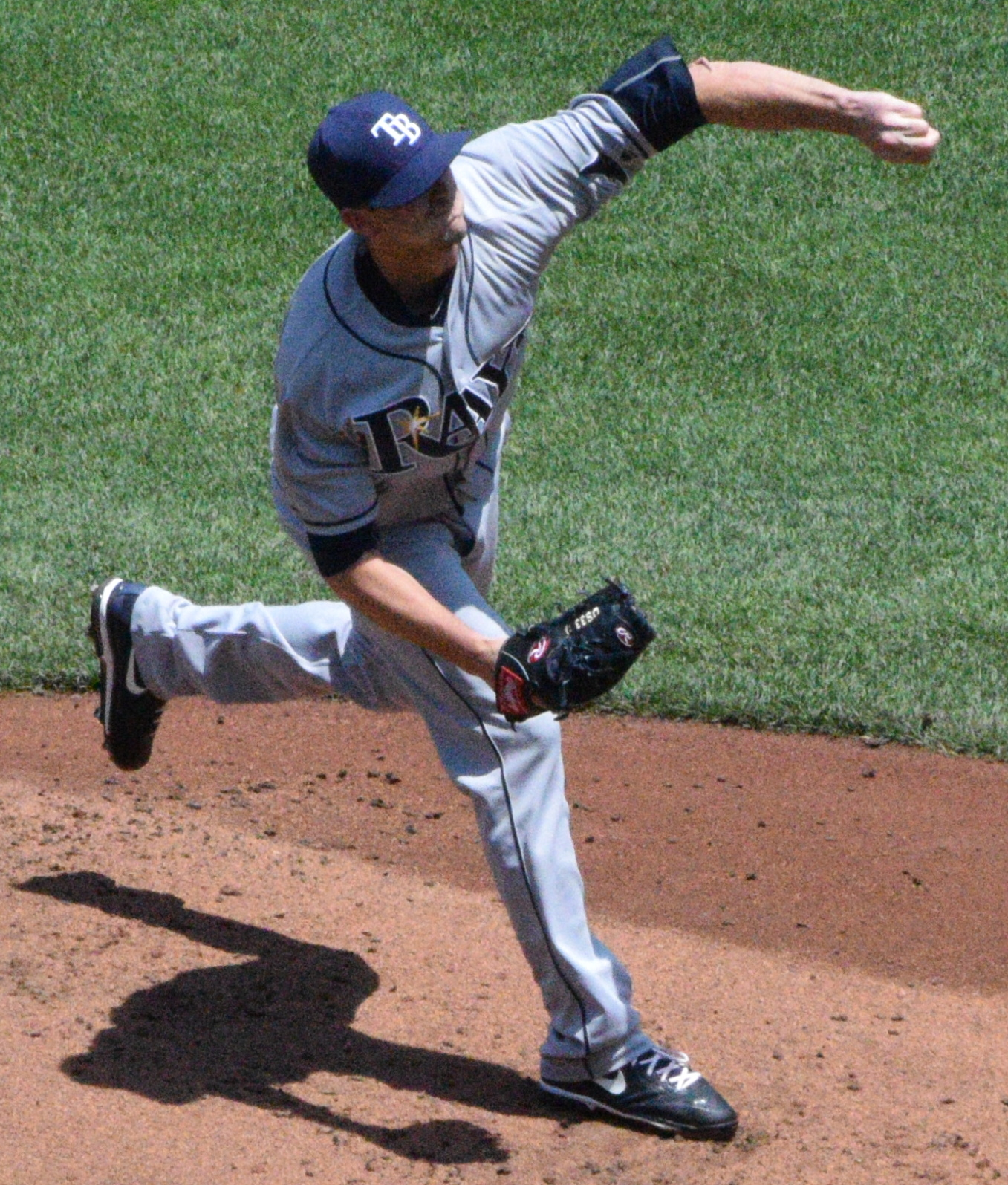
タンパベイ・レイズ時代
（2016年6月26日）

2015年は左肩の故障によって、わずか12試合の登板にとどまったが、防御率3.11、5勝2敗という好成績を記録。奪三振率も、メジャーで初めて10.0を上回った。
2016年はフルシーズン先発ローテーションに入り、30試合に登板して自身初めて規定投球回に到達した。アメリカンリーグワースト5位の32本塁打を浴び、防御率4.88、7勝12敗と負け越したが、持ち前の三振奪取能力では167奪三振を記録し、奪三振率8.6を記録した。

### レイズ退団後
2017年1月11日にマレックス・スミス、ライアン・ヤーブロー、カルロス・バルガスとのトレードで、マリナーズへ移籍した。開幕前の2月9日に指名投手枠で第4回ワールド・ベースボール・クラシック（WBC）のアメリカ合衆国代表に選出され、2次ラウンドから代表に合流した。3月15日のベネズエラ戦に先発登板し、ベネズエラは同じマリナーズに所属するフェリックス・ヘルナンデスが先発登板したため、マリナーズ対決として注目を受けた。3月22日の決勝プエルトリコ戦に勝利し、初の優勝を果たした。
3月31日、左肘の張りを訴え6～8週間の休養が必要と診断され、10日間の故障者リスト入りした。4月4日に60日間の故障者リストに移行し、6月にはトミー・ジョン手術を受けたため、復帰することなくシーズンを終えた。オフの12月1日にノンテンダーFAとなった。
2017年12月12日、シカゴ・カブスと2年総額1000万ドル（出来高最大700万ドル）で契約を結んだ。しかし2018年シーズンはメジャーで登板することなくシーズンを終えた。
結果的にマリナーズとカブスで登板することはなかった。

### レンジャーズ時代

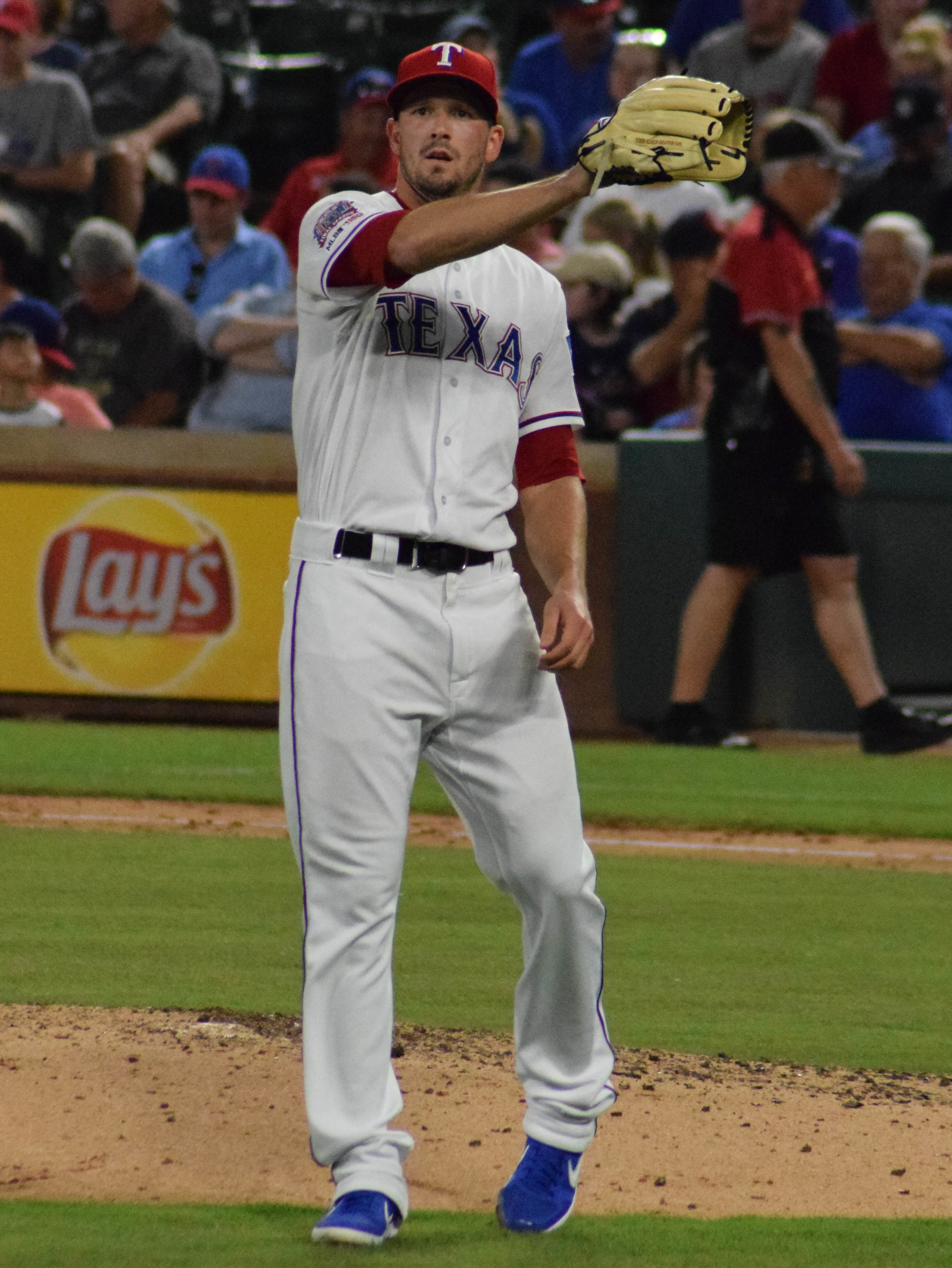
テキサス・レンジャーズ時代
（2019年6月18日）

2018年11月2日に後日発表選手と共にトレードで、テキサス・レンジャーズへ移籍した。
2019年6月20日にDFAとなり、25日にFAとなった。

### ブルワーズ傘下時代
2019年7月1日にミルウォーキー・ブルワーズとマイナー契約を結んだ。傘下のAAA級サンアントニオ・ミッションズでプレーしていたが、7月18日に自由契約となった。

### フィリーズ時代
2019年7月21日にフィラデルフィア・フィリーズとメジャー契約を結んだ。オフの10月31日にFAとなった

### ジャイアンツ時代

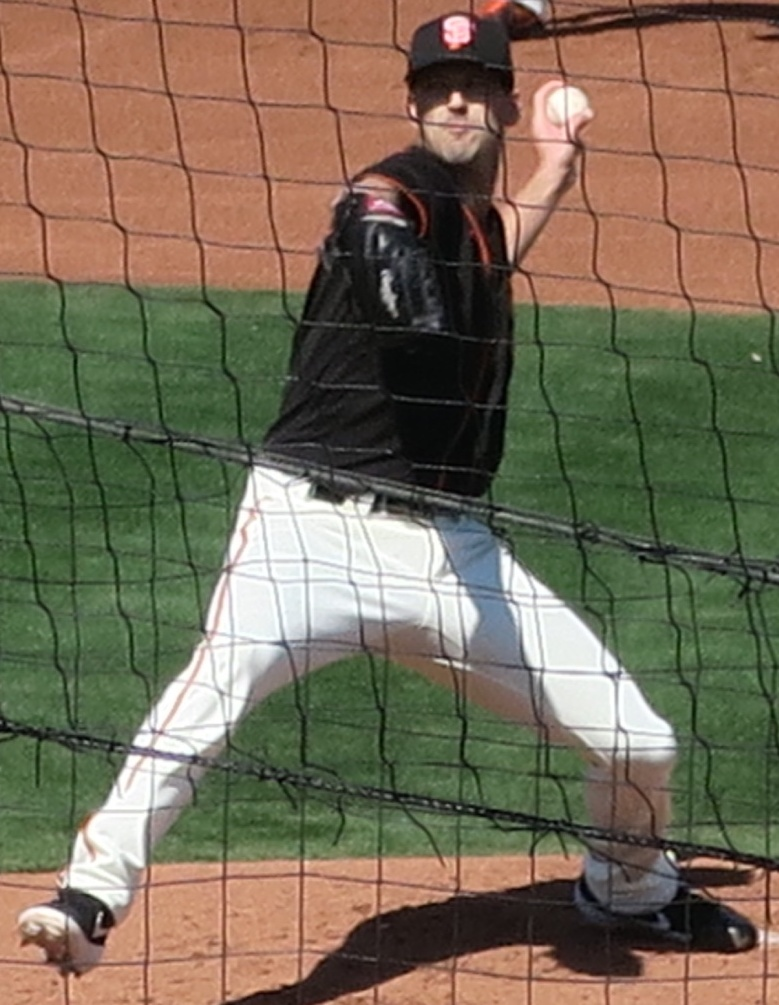
ジャイアンツ時代

2020年1月16日にサンフランシスコ・ジャイアンツと400万ドルの1年契約を結んだ。背番号はフィリーズ時代と同じ「18」。オフにFAとなった。

### ブレーブス時代
2020年11月16日にアトランタ・ブレーブスと1100万ドルの1年契約を結んだ。
2021年は8月までは先発ローテーションの一角として、9月以降は中継ぎとして起用され、初の2桁勝利となる11勝（4敗）を記録し、ブレーブスのワールドシリーズ進出に貢献した。ブレーブスはワールドシリーズ優勝を果たし、自身初めてとなるワールドシリーズ優勝を経験した。
オフの11月3日にFAとなった。

### カブス時代
2022年3月19日にシカゴ・カブスと425万ドルの1年契約を結んだ。2023年は相互オプションとなり、バイアウトの際は100万ドルが支払われる。
2024年11月2日、シカゴ・カブスが2025年の契約オプションを行使しなかったため、スマイリーはフリーエージェントとなった。

## 選手としての特徴
90～93mphのフォーシーム、80mph台後半のカッター、80mph前半のスライダーが中心。右打者に対しては平均84mphのチェンジアップも投げる。

## 詳細情報

### 年度別投手成績
| 年 度     | 球 団     | 登 板 | 先 発 | 完 投 | 完 封 | 無 四 球 | 勝 利 | 敗 戦 | セ 丨 ブ | ホ 丨 ル ド | 勝 率 | 打 者 | 投 球 回 | 被 安 打 | 被 本 塁 打 | 与 四 球 | 敬 遠 | 与 死 球 | 奪 三 振 | 暴 投 | ボ 丨 ク | 失 点 | 自 責 点 | 防 御 率 | W H I P |
| --------- | --------- | ----- | ----- | ----- | ----- | -------- | ----- | ----- | -------- | ----------- | ----- | ----- | -------- | -------- | ----------- | -------- | ----- | -------- | -------- | ----- | -------- | ----- | -------- | -------- | ------- |
| 2012      | DET       | 23    | 18    | 0     | 0     | 0        | 4     | 3     | 0        | 1           | .571  | 416   | 99.1     | 93       | 12          | 33       | 1     | 2        | 94       | 3     | 0        | 49    | 44       | 3.99     | 1.27    |
| 2013      | DET       | 63    | 0     | 0     | 0     | 0        | 6     | 0     | 2        | 21          | 1.000 | 303   | 76.0     | 62       | 4           | 17       | 1     | 1        | 81       | 5     | 0        | 20    | 20       | 2.37     | 1.04    |
| 2014      | DET       | 21    | 18    | 0     | 0     | 0        | 6     | 9     | 0        | 1           | .400  | 445   | 105.1    | 111      | 14          | 31       | 1     | 1        | 89       | 4     | 0        | 48    | 46       | 3.93     | 1.35    |
| 2014      | TB        | 7     | 7     | 1     | 1     | 1        | 3     | 1     | 0        | 0           | .750  | 173   | 47.2     | 25       | 4           | 11       | 1     | 0        | 44       | 4     | 0        | 9     | 9        | 1.70     | 0.76    |
| '14計     | TB        | 28    | 25    | 1     | 1     | 1        | 9     | 10    | 0        | 1           | .474  | 618   | 153.0    | 136      | 18          | 42       | 2     | 1        | 133      | 8     | 0        | 57    | 55       | 3.24     | 1.16    |
| 2015      | TB        | 12    | 12    | 0     | 0     | 0        | 5     | 2     | 0        | 0           | .714  | 275   | 66.2     | 58       | 11          | 20       | 0     | 1        | 77       | 2     | 0        | 24    | 23       | 3.11     | 1.17    |
| 2016      | TB        | 30    | 30    | 0     | 0     | 0        | 7     | 12    | 0        | 0           | .368  | 738   | 175.1    | 174      | 32          | 49       | 2     | 2        | 167      | 10    | 0        | 103   | 95       | 4.88     | 1.27    |
| 2019      | TEX       | 13    | 9     | 0     | 0     | 0        | 1     | 5     | 1        | 0           | .167  | 251   | 51.1     | 64       | 19          | 34       | 0     | 1        | 52       | 5     | 0        | 49    | 48       | 8.42     | 1.91    |
| 2019      | PHI       | 12    | 12    | 0     | 0     | 0        | 3     | 2     | 0        | 0           | .600  | 263   | 62.2     | 62       | 13          | 21       | 0     | 1        | 68       | 2     | 0        | 34    | 31       | 4.45     | 1.32    |
| '19計     | PHI       | 25    | 21    | 0     | 0     | 0        | 4     | 7     | 1        | 0           | .364  | 514   | 114.0    | 125      | 32          | 55       | 0     | 2        | 120      | 7     | 0        | 83    | 79       | 6.24     | 1.59    |
| 2020      | SF        | 7     | 5     | 0     | 0     | 0        | 0     | 1     | 0        | 0           | .000  | 111   | 26.1     | 20       | 2           | 9        | 0     | 0        | 42       | 1     | 0        | 11    | 10       | 3.42     | 1.10    |
| 2021      | ATL       | 29    | 23    | 0     | 0     | 0        | 11    | 4     | 0        | 0           | .733  | 546   | 126.2    | 133      | 27          | 41       | 3     | 2        | 117      | 5     | 1        | 69    | 63       | 4.48     | 1.37    |
| 2022      | CHC       | 22    | 22    | 0     | 0     | 0        | 7     | 8     | 0        | 0           | .467  | 447   | 106.1    | 101      | 16          | 26       | 0     | 5        | 91       | 3     | 0        | 46    | 41       | 3.47     | 1.19    |
| 2023      | CHC       | 41    | 23    | 0     | 0     | 0        | 11    | 11    | 0        | 1           | .500  | 626   | 142.1    | 147      | 26          | 56       | 0     | 6        | 141      | 9     | 1        | 89    | 79       | 5.00     | 1.43    |
| 2024      | CHC       | 50    | 0     | 0     | 0     | 0        | 4     | 8     | 0        | 10          | .333  | 257   | 58.2     | 57       | 10          | 25       | 3     | 3        | 56       | 5     | 0        | 29    | 25       | 3.84     | 1.40    |
| MLB：11年 | MLB：11年 | 330   | 179   | 1     | 1     | 1        | 68    | 66    | 3        | 34          | .507  | 4851  | 1144.2   | 1107     | 190         | 373      | 12    | 25       | 1119     | 58    | 2        | 580   | 534      | 4.20     | 1.29    |

- 2024年度シーズン終了時

### 年度別守備成績
| 年 度 | 球 団 | 投手（P） | 投手（P） | 投手（P） | 投手（P） | 投手（P） | 投手（P） |
| 年 度 | 球 団 | 試 合     | 刺 殺     | 補 殺     | 失 策     | 併 殺     | 守 備 率  |
| ----- | ----- | --------- | --------- | --------- | --------- | --------- | --------- |
| 2012  | DET   | 23        | 3         | 12        | 3         | 1         | .833      |
| 2013  | DET   | 63        | 6         | 6         | 0         | 0         | 1.000     |
| 2014  | DET   | 21        | 4         | 13        | 0         | 1         | 1.000     |
| 2014  | TB    | 7         | 1         | 7         | 1         | 0         | .889      |
| '14計 | TB    | 28        | 5         | 20        | 1         | 1         | .962      |
| 2015  | TB    | 12        | 1         | 10        | 1         | 0         | .917      |
| 2016  | TB    | 30        | 6         | 20        | 1         | 1         | .963      |
| 2019  | TEX   | 13        | 3         | 6         | 0         | 0         | 1.000     |
| 2019  | PHI   | 12        | 1         | 6         | 0         | 0         | 1.000     |
| '19計 | PHI   | 25        | 4         | 12        | 0         | 0         | 1.000     |
| 2020  | SF    | 7         | 2         | 1         | 0         | 0         | 1.000     |
| 2021  | ATL   | 29        | 3         | 24        | 1         | 2         | .964      |
| 2022  | CHC   | 22        | 2         | 9         | 0         | 0         | 1.000     |
| 2023  | CHC   | 41        | 6         | 13        | 4         | 1         | .826      |
| 2024  | CHC   | 50        | 3         | 3         | 1         | 0         | .857      |
| MLB   | MLB   | 330       | 41        | 130       | 12        | 6         | .934      |

- 2024年度シーズン終了時

### 背番号
- 33（2012年 - 2016年、2019年 - 同年終了）
- 18（2019年7月21日 - 2021年）
- 11（2022年 - ）

### 代表歴
- 2011年パンアメリカン競技大会野球アメリカ合衆国代表
- 2017 ワールド・ベースボール・クラシック・アメリカ合衆国代表